# サウンドシアター
SOUND THEATRE（サウンドシアター）は、かつて存在した日本の演劇プロジェクト。

## 概要
2009年11月、英国から帰国した藤沢文翁が「新感覚・音楽朗読劇」として立ち上げたプロジェクト。派手な演出に加え、煙や香り、バンドの生演奏といった「手触り感」のある演出が特徴。藤沢自身は2016年2月をもって脱退している。藤沢が脱退した後は、主にアニメやテレビの原作を朗読劇で上演し続けている。２０２４年、母体であるアハバ　クリエイティヴ　パーティーの破産により、解散した。

## 公演記録

### 2009年
- 10月 - SOUND THEATRE『HYPNAGOGIA（ヒプナゴギア）』（会場：アサヒ・アートスクエア）
作・脚本・演出：藤沢文翁、音楽監督：稲本響、出演：山寺宏一・柳家花緑・東風万智子（真中瞳）・MaL・稲本響

### 2011年
- 3月 - SOUND THEATRE『HYPNAGOGIA（ヒプナゴギア）』（会場：日本橋三井ホール）
作・脚本・演出：藤沢文翁、音楽：稲本響、香り監督：有藤文香、出演：山寺宏一・柳家花緑・林原めぐみ・MaL・稲本響

### 2012年
- 2月 - 戦国ブログ型朗読劇 SAMURAI.com「叢雲 -MURAKUMO-」（主催：TBS、会場：浅草公会堂）
作・脚本・演出：藤沢文翁、音楽：WASABI 【吉田良一郎（吉田兄弟）・元永択・市川慎・美鵬直三朗】、出演：中村悠一・杉田智和・市瀬秀和・松岡禎丞・安元洋貴、演奏：WASABI【元永択・市川慎・美鵬直三朗】
- 6月 - SOUND THEATRE『Mermaid Blood（マーメイドブラッド）』（会場：日本橋三井ホール）
作・脚本・演出：藤沢文翁、音楽監督：福岡ユタカ、芸術監督：近衞忠大、香り監修：蜂谷宗苾、出演：山寺宏一・朴璐美・家中宏、演奏：福岡ユタカ・横川理彦・美鵬直三朗
- 9月 - SOUND THEATRE『CROSS ROAD〜悪魔のヴァイオリニスト ニコロ・パガニーニ〜』（製作：東宝、会場：日比谷シアタークリエ）
作・脚本・演出：藤沢文翁、音楽監督：土屋雄作、芸術監督：近衞忠大、出演：紫吹淳・林原めぐみ・山寺宏一、演奏：Casanova Strings【土屋雄作・吉田篤貴・村中俊之】
- 12月 - Suspense Theatre Produce by SOUND THEATRE『THANATOS（タナトス）』（会場：日本橋三井ホール）
作・脚本・演出：藤沢文翁、音楽監督：土屋雄作、芸術監督：近衞忠大、出演：平田広明・紫吹淳・初代市川右近、演奏：土屋雄作・伊藤志宏・美鵬直三朗

### 2013年
- 3月 - Sound Historiē Produced by SOUND THEATRE 『The ONE（ジ・ワン）』（会場：東京グローブ座）
作・脚本・演出：藤沢文翁、音楽監督：土屋雄作、所作監修：市瀬秀和、芸術監督：近衞忠大、出演：藤岡正明・沢城みゆき・平田広明、剣技：市瀬秀和、演奏：土屋雄作・tama・美鵬直三朗
- 6月 - SUPER SOUND THEATRE『MARS RED（マーズレッド）』（会場：舞浜アンフィシアター）
作・脚本・演出：藤沢文翁、音楽監督：土屋雄作、出演：徳山秀典・小杉十郎太・石田彰・鈴村健一・諏訪部順一・高橋広樹・沢城みゆき・美波、演奏：土屋雄作・真鍋貴之・リウ・YUJI・山下靖喬・Makimiki
- 8月 - SOUND THEATRE『HYPNAGOGIA（ヒプナゴギア）』（製作：東宝、会場：日比谷シアタークリエ）
作・脚本・演出：藤沢文翁、音楽監督：土屋雄作、出演：北村有起哉・彩吹真央・米倉利紀、演奏：飯田俊明・井上真那美
- 9月 - SOUND THEATRE × 夏目友人帳 〜集い 音劇の章〜（会場：東京国際フォーラム ホールA）
原作：緑川ゆき、脚本・演出：藤沢文翁、音楽監督：吉森信、出演：神谷浩史・井上和彦・堀江一眞・木村良平・菅沼久義・松山鷹志・下崎紘史・桑島法子・浜田賢二、演奏：吉森信、ほか

### 2014年
- 2月 - 『A BASE METAL』（会場：AiiA Theater）
作・脚本・演出：藤沢文翁、音楽監督：土屋雄作 　出演：加納幸和・諏訪部順一・沢城みゆき・紫吹淳、演奏：土屋雄作・かとうかなこ・真鍋貴之・井谷享志
- 5月 - 『THANATOS（タナトス）』（会場：日本橋三井ホール）
作・脚本・演出：藤沢文翁、音楽監督：土屋雄作、出演：石田彰、紫吹淳・山寺宏一、演奏：土屋雄作・伊藤志宏・美鵬直三朗
- 9月 - 『eclipse（イクリプス）』（製作：東宝、会場：日比谷シアタークリエ）
作・脚本・演出：藤沢文翁、音楽監督：土屋雄作、 出演：碓井将大・伊礼彼方・山寺宏一・寿美菜子・豊崎愛生・真琴つばさ、 演奏：土屋雄作（ヴァイオリン）、小湊昭尚（尺八・笛）、齋藤純一（ギター）、美鵬直三朗（太鼓・鳴り物）、手妻：藤山大樹
- 11月 - SUPER SOUND THEATRE『Valkyrie 〜 Story from RHINE GOLD （ワルキューレ 〜 ラインの黄金）』（会場：舞浜アンフィシアター）
作・脚本・演出：藤沢文翁、音楽監督：土屋雄作 　出演：鈴村健一・諏訪部順一・高橋広樹・沢城みゆき・高垣彩陽・蒼井翔太・井上和彦（降板）→山寺宏一 （代役）、演奏：土屋雄作・真鍋貴之・斎藤孝太郎・井上麗・natsume
- 12月 - 『CHRISTMAS NOSTRA（クリスマス・ノストラ）』（会場：日本橋三井ホール）
作・脚本・演出：藤沢文翁、音楽監督：土屋雄作、出演：平田広明・徳山秀典・戸松遥・石井正則、演奏：土屋雄作・伊藤志宏・宇田川寅蔵

### 2015年
- 3月・4月 - 『THE ONE（ザ・ワン）』（会場：Zeppブルーシアター六本木/森ノ宮ピロティホール）
作・脚本・演出：藤沢文翁、音楽監督：土屋雄作、出演：諏訪部順一・沢城みゆき・井上和彦、演奏：土屋雄作・tama・美鵬直三朗
- 6月・7月 - 『CROSS ROAD（クロスロード）』（会場：KAAT神奈川芸術劇場/大阪 松下IMPホール）
原作・脚本・演出：藤沢文翁 、音楽監督：土屋雄作、出演：山本裕典・佐藤利奈・山寺宏一、演奏：土屋雄作・吉田篤貴・井上真那美・齋藤純一
- 9月 - SUPER SOUND THEATRE『MARS RED（マーズレッド）』（会場：舞浜アンフィシアター）
原作・脚本・演出：藤沢文翁 、音楽監督：土屋雄作、出演：古川雄大・ 諏訪部順一・石田彰・鈴村健一・高橋広樹・堀内賢雄・沢城みゆき・朝倉あき、演奏：土屋雄作・真鍋貴之・リウ・YUJI・福居一大・小湊美和
- 12月 - SOUND THEATRE × 夏目友人帳 〜集い 音劇の章・再び〜（会場：舞浜アンフィシアター）
原作：緑川ゆき（白泉社「月刊LaLa」連載）、脚本・演出：藤沢文翁、音楽：吉森信、出演：神谷浩史・井上和彦・堀江一眞・木村良平・菅沼久義・松山鷹志・下崎紘史・桑島法子・浜田賢二・寺崎裕香、演奏：吉森信・室屋光一郎・伊藤彩・徳永友美・柳原有弥・島岡智子・岩永知樹・豊永美恵・関根真理
- 12月 - SOUND THEATRE GALA CONCERT 2015[3]（会場：日本橋三井ホール)
昼公演『Valkyrie 〜神々の調べ〜』/ 夜公演『MARS RED 〜Vampire Club〜』
音楽監督：土屋雄作、原作・脚本：藤沢文翁、語り手：諏訪部順一・高橋広樹、演奏：土屋雄作(Vn)・真鍋貴之(Gt)・YUJI(Dr)・斎藤孝太郎(Vc)・村上奈菜子(Hp)

### 2016年
- 4月 - SOUND THEATRE x TENCHU 〜天誅 闇の仕置人〜[4]（会場：豊洲PIT/大阪 サンケイホールブリーゼ）
オリジナル：天誅〜闇の仕置人〜（フジテレビジョン/FCC）、脚本：澤田文、演出：三浦香、音楽監督：土屋雄作、出演：名塚佳織・沢城みゆき・堀内賢雄・玉城裕規、演奏：土屋雄作・かとうかなこ・真鍋貴之・美鵬成る駒
- 10月 - SOUND THEATRE チア男子!! 〜GO! 音劇男子!!〜[5]（会場：舞浜アンフィシアター）
原作：朝井リョウ「チア男子!!」、脚本：國澤真理子(A)・吉田玲子(B)・久尾 歩(C)、演出：キムラ 真、音楽監督：土屋雄作、チアパフォーマンス監修：麻宮良太、出演：米内佑希・岡本信彦・小野友樹・杉田智和・林勇・桑野晃輔・小西克幸・畠中 祐（プログラムCのみ）・北原知奈（プログラムBのみ）・福島桂子（プログラムCのみ）、演奏：土屋雄作・真鍋貴之・TMMK・小島“じんぼちゃん”億洋・柴田敏孝、パフォーマンス：早稲田大学男子チアリーディングチーム SHOCKERS
- 12月 - SOUND THEATRE×さよならソルシエ [6]（会場：市川市文化会館 大ホール）
原作：穂積「さよならソルシエ」、脚本：三浦 香、脚色・演出：平光琢也、音楽監督：土屋雄作、出演：諏訪部順一・浜田賢二・内田雄馬・三木眞一郎、演奏：土屋雄作(Vn)･ 栗林すみれ(Pf)・土村和史(Bass)

### 2017年
- 1月 - CLAMP × SOUND THEATRE xxxHOLiC [7]（会場：豊洲PIT）
原作・脚本：CLAMP、音楽監督 ：土屋雄作、朗読：大原さやか・福山潤・中井和哉・菊地美香、演奏：土屋雄作 and more